# Szlomo Zelig Awrasin
Szlomo Zelig Awrasin (ur. 3 lipca 1971 w Ukraińskiej SRR) – rabin, w latach 2004–2006 rabin pomocniczy Gminy Wyznaniowej Żydowskiej w Warszawie.
Urodził się na terenie dzisiejszej Ukrainy w rodzinie żydowskiej. Po odbyciu służby wojskowej, przez niecały rok uczył się w jesziwie rabina Steinsaltza w Moskwie. Po kilku miesiącach, w 1993 wyemigrował do Izraela. Tam rozpoczął studia religijne oraz ożenił się z Moriją, również pochodzącą z byłego Związku Radzieckiego, z którą ma czwórkę dzieci. Podczas przerw w nauce był m.in. wysłannikiem w Moskwie, rabinem gminy żydowskiej w Düsseldorfie i wicedyrektorem szkoły żydowskiej we Lwowie. Przed przyjazdem we wrześniu 2004 do Warszawy mieszkał z rodziną w Karmielu. Posiada także uprawnienia rzezaka. W sierpniu 2006 wrócił do Izraela. Tam, w Efracie wykładał w jesziwie Beit Midrash HaShiloach. Od grudnia 2010 jest emisariuszem izraelskiej organizacji Shavei Israel w Rosji. 